# Djangos
Djangos é uma banda de rock alternativo do Rio de Janeiro.

## História
Fim dos anos 80. O Circo Voador e a Rádio Fluminense FM ainda eram o ponto de partida para as bandas cariocas. E com os três protagonistas da nossa história não foi diferente. Depois de uma tentativa frustrada no final dos anos 80, Marco e João montaram o trio Corações e Mentes em 1990, formado a partir do contato de Márcio, amigo de colégio em comum e primeiro baixista da banda. Em 94, aconteceu a primeira e definitiva mudança na formação do trio com a chegada de Lyle Diniz, recém saído do serviço militar. "Quando Marcio saiu e Lyle entrou, a gente pôde dar um tom mais pesado e rápido à banda. Acabamos englobando outros estilos ao nosso som, como punk, ragga, e o que mais a gente gostasse", completa o vocalista. Nessa época a música Sopa de Jornal começou a tocar na Rádio Fluminense FM, uma gravação em K-7 de ensaio.
A mudança de sonoridade acabou prenunciando um novo nome para o trio, que a partir de 95, passou a chamar-se Kamundjangos. Com uma fita demo na mão produzida por Marcelo Yuka (O Rappa) e Alexandre Kassin, a fórmula do trio consolidou-se cada vez mais e os três apresentaram-se em todos os palcos que puderam, saindo do Rio e passando por Curitiba, São Paulo, Minas e Brasília. Participaram da coletânea "Paredão", ao lado de bandas novas.
Em 97, finalmente, assinaram contrato com uma multinacional, a gravadora WEA. No final desse mesmo ano lançaram o CD "Raiva Contra Oba Oba" com a produção de João Barone (Paralamas) e Tom Capone. "Nessa época, havia muitas bandas com nomes parecidos ao nosso. "Para não criar confusão, a gente decidiu mudar, de novo. Numa consulta rápida, acabamos ficando com LOS DJANGOS, até porque gostamos de bandas como Los Pericos, Los Fabulosos Cadillacs (ambas argentinas)... muita gente achou bem melhor assim, e a gente gosta muito", explica João.
Em 2001 saem da WEA e iniciam um trabalho independente com novas músicas. Nessa época mudam o nome para Djangos. Atualmente estão em estúdio produzindo um novo trabalho com produção de Marcelo Yuka (Rappa, F.UR.T.O.) 

### Mudanças e Retornos
Em 2001, a banda saiu da WEA e iniciou um trabalho independente, passando a se chamar apenas Djangos. Em 2007, lançaram o álbum "Mundodifusão", que contou com a produção de Marcelo Yuka (ex-O Rappa e F.UR.T.O.) e participações especiais de artistas como João Xavi, Lazão (Cidade Negra), Amora Pêra (Chicas) e Jomar Schrank.
Após um período em hiato e com os integrantes dedicando-se a outros projetos (Marco Homobono, por exemplo, lançou um trabalho solo em 2017), os Djangos têm feito retornos esporádicos aos palcos, mantendo a chama viva para seus fãs. Em novembro de 2024, por exemplo, a banda teve um retorno notável na 17ª edição do evento Rockarioca Convida, na Lapa, com a formação clássica e músicos de apoio.

### Integrantes Atuais
A formação principal dos Djangos é composta por:
- Marco Homobono (voz e guitarra)
- João Aquino (bateria)
- Lyle Diniz (baixo)

A banda é frequentemente acompanhada por músicos de apoio, como Thiago Garcia (trompete) e Salles Casagrande (trombone), expandindo sua sonoridade.

### Influências
As influências musicais dos Djangos são bastante diversas, refletindo a pluralidade de seu som. Entre elas, destacam-se:
- Paralamas do Sucesso
- The Clash
- Jorge Ben
- Asian Dub Foundation
- The Police
- Beatles

O nombre da banda não tenem nenhuna relação com a filme do Quentin Tarantino: Django Unchained

## Integrantes
- Marco Homobono - vocal e guitarra
- João Aquino - bateria
- Lyle Diniz - baixo

## Discografia

### Coletâneas
- Paredão (EMI/1996)
- Tributo Ao Inédito (Independente/2003)

### Álbuns
- Raiva Contra Oba-Oba (WEA/1998)

### EP e demos
- Djangos (2004)

## Influências
- Paralamas do Sucesso
- The Clash
- Jorge Ben
- Asian Dub Foundation
- Frank Miller
- The Police
- Beatles